# Giải bóng đá Hạng Nhất Quốc gia 2021
Giải bóng đá Hạng Nhất Quốc gia 2021, tên chính thức là  Giải bóng đá Hạng Nhất Quốc gia LS 2021 (tiếng Anh: LS V.League 2 - 2021) là mùa giải lần thứ 27 của V.League 2. Đây là năm thứ ba liên tiếp tập đoàn LS Holdings là nhà tài chính của giải đấu. Mùa giải bắt đầu vào ngày 19 tháng 3 năm 2021.
Ngày 24 tháng 8 năm 2021, VFF và VPF đã họp trực tuyến các đại diện của các CLB để xác định "số phận" của các giải chuyên nghiệp trong năm 2021 và cuối cùng đi đến kết quả là hủy toàn bộ các giải đấu trong năm, trong đó có Hạng Nhất Quốc gia.

## Thay đổi trước mùa giải

### Thay đổi đội bóng
| Xuống hạng từ V.League 1 - 2020 - Quảng Nam Thăng hạng từ giải Hạng Nhì 2020 - Phù Đổng - Phú Thọ - Công An Nhân Dân | Thăng hạng V.League 1 - 2021 - Topenland Bình Định Xuống hạng đến giải Hạng Nhì 2021 - Đồng Tháp Rút lui - Xi Măng Fico – YTL Tây Ninh - Gia Định (đội Công An Nhân Dân thay suất) |  |

## Các đội tham dự

### Các sân vận động và địa điểm
| Đội bóng          | Địa điểm             | Sân vận động               | Sức chứa |
| ----------------- | -------------------- | -------------------------- | -------- |
| An Giang          | Rạch Giá, Kiên Giang | Sân vận động Rạch Giá      | 10.000   |
| Bình Phước        | Đồng Xoài            | Sân vận động Bình Phước    | 10.000   |
| Công an Nhân dân  | Pleiku, Gia Lai      | Sân vận động Pleiku        | 12.000   |
| Đắk Lắk           | Buôn Ma Thuột        | Sân vận động Buôn Ma Thuột | 25.000   |
| Quảng Nam         | Tam Kỳ               | Sân vận động Tam Kỳ        | 15.000   |
| Huế               | Huế                  | Sân vận động Tự Do         | 16.000   |
| Long An           | Long An              | Sân vận động Long An       | 19.975   |
| Phố Hiến          | Hưng Yên             | Sân vận động PVF           | 4.600    |
| Bà Rịa – Vũng Tàu | Bà Rịa – Vũng Tàu    | Sân vận động Bà Rịa        | 15.000   |
| Cần Thơ Capital   | Cần Thơ              | Sân vận động Cần Thơ       | 30.000   |
| Phù Đổng          | Thanh Trì            | Sân vận động Thanh Trì     | 4.000    |
| Phú Thọ           | Phú Thọ              | Sân vận động Việt Trì      | 16.000   |
| Khánh Hòa         | Khánh Hòa            | Sân vận động 19 tháng 8    | 25.000   |

### Đội hình

#### An Giang
Ghi chú: Quốc kỳ chỉ đội tuyển quốc gia được xác định rõ trong điều lệ tư cách FIFA. Các cầu thủ có thể giữ hơn một quốc tịch ngoài FIFA.
| Số | VT | Quốc gia | Cầu thủ                  |
| -- | -- | -------- | ------------------------ |
| 1  | TM | Việt Nam | Nguyễn Mạnh Cường        |
| 2  | HV | Việt Nam | Trần Gia Nam             |
| 3  | HV | Việt Nam | Nguyễn Thành Công        |
| 4  | HV | Việt Nam | Võ Nguyễn Phương Duy     |
| 5  | HV | Việt Nam | Nguyễn Phan Thế Lam      |
| 6  | TV | Việt Nam | Nguyễn Ngọc Anh Pháp     |
| 7  | TĐ | Việt Nam | Lương Thanh Sang         |
| 8  | TV | Việt Nam | Võ Đình Lâm              |
| 10 | TV | Việt Nam | Trịnh Nguyễn Mai Tài Lộc |
| 12 | TV | Việt Nam | Lê Tuấn Anh              |
| 13 | TĐ | Việt Nam | Nguyễn Văn Vinh          |
| 16 | TV | Việt Nam | Tạ Quang Huy             |
| 17 | TV | Việt Nam | Hồ Chí Bảo               |
| 18 | TM | Việt Nam | Phạm Đình Long           |
| 19 | TV | Việt Nam | Trương Văn Dư            |

| Số | VT | Quốc gia | Cầu thủ                      |
| -- | -- | -------- | ---------------------------- |
| 20 | TV | Việt Nam | Võ Văn Công                  |
| 21 | TV | Việt Nam | Nguyễn Sỹ Tú                 |
| 23 | HV | Việt Nam | Trần Trọng Hiếu (Đội trưởng) |
| 29 | TV | Việt Nam | Ngô Kim Long                 |
| 30 | TM | Việt Nam | Phạm Hoàng Đang              |
| 35 | TĐ | Việt Nam | Hà Kiên Cường                |
| 36 | HV | Việt Nam | Nguyễn Văn Tính              |
| 54 | HV | Việt Nam | Võ Văn Huy                   |
| 77 | TV | Việt Nam | Thái Văn Thảo                |
| 79 | TV | Việt Nam | Phạm Ngô Tấn Tài             |
| 97 | TV | Việt Nam | Vũ Mạnh Duy                  |
| 99 | TĐ | Việt Nam | Bùi Văn Hưng                 |

#### Bình Phước
Ghi chú: Quốc kỳ chỉ đội tuyển quốc gia được xác định rõ trong điều lệ tư cách FIFA. Các cầu thủ có thể giữ hơn một quốc tịch ngoài FIFA.
| Số | VT | Quốc gia | Cầu thủ           |
| -- | -- | -------- | ----------------- |
| 1  | TM | Việt Nam | Nguyễn Đình Thiệu |
| 2  | HV | Việt Nam | Dương Văn Trung   |
| 3  | HV | Việt Nam | Đào Tấn Lộc       |
| 4  | HV | Việt Nam | Rolan Dem         |
| 5  | HV | Việt Nam | Trần Viết Phú     |
| 6  | TV | Việt Nam | Trần Văn Thoại    |
| 7  | TV | Việt Nam | Trương Văn Tuấn   |
| 8  | TV | Việt Nam | Cao Minh Tạo      |
| 9  | TV | Việt Nam | Phạm Văn Hội      |
| 10 | TĐ | Việt Nam | Phù Trung Phong   |
| 11 | TV | Việt Nam | Nguyễn Vũ Phong   |
| 12 | TV | Việt Nam | Nguyễn Văn Thời   |
| 13 | TĐ | Việt Nam | Tạ Thái Học       |
| 14 | TV | Việt Nam | Nguyễn Mậu Thìn   |
| 15 | HV | Việt Nam | Trương Huỳnh Phú  |
| 16 | TV | Việt Nam | Lê Hữu Thắng      |

| Số | VT | Quốc gia | Cầu thủ              |
| -- | -- | -------- | -------------------- |
| 17 | TV | Việt Nam | Hồ Duy Đạt           |
| 18 | TĐ | Việt Nam | Nguyễn Văn Chung     |
| 19 | TV | Việt Nam | Bùi Xuân Quý         |
| 20 | HV | Việt Nam | Nguyễn Cao Kỳ        |
| 21 | TV | Việt Nam | Lê Văn Hân           |
| 23 | HV | Việt Nam | Nguyễn Đại Huy       |
| 24 | HV | Việt Nam | Đặng Trần Hoàng Nhựt |
| 28 | TM | Việt Nam | Lâm Ấn Độ            |
| 29 | TV | Việt Nam | Văn Công Quý         |
| 30 | TM | Việt Nam | Khổng Thanh Tú       |
| 37 | TV | Việt Nam | Nguyễn Văn Hiếu      |
| 47 | TV | Việt Nam | Huỳnh Văn Ly         |
| 61 | TV | Việt Nam | Trần Duy Khánh       |
| 77 | HV | Việt Nam | Tạ Thành Long        |
| 92 | TĐ | Việt Nam | Dương Văn An         |
| 93 | TV | Việt Nam | Trần Tấn Tài         |

#### Công an Nhân dân
Ghi chú: Quốc kỳ chỉ đội tuyển quốc gia được xác định rõ trong điều lệ tư cách FIFA. Các cầu thủ có thể giữ hơn một quốc tịch ngoài FIFA.
| Số | VT | Quốc gia | Cầu thủ         |
| -- | -- | -------- | --------------- |
| 1  | TM | Việt Nam | Vũ Văn Đài      |
| 3  | HV | Việt Nam | Phạm Ngọc Tuấn  |
| 4  | HV | Việt Nam | Bùi Văn Đức     |
| 5  | HV | Việt Nam | Đồng Xuân Lâm   |
| 6  | HV | Việt Nam | Đinh Bá Thành   |
| 7  | TĐ | Việt Nam | Nguyễn Như Tuấn |
| 8  | TV | Việt Nam | Nguyễn Văn Ngọc |
| 9  | TĐ | Việt Nam | Vũ Mạnh Duy     |
| 10 | TĐ | Việt Nam | Bùi Văn Hưng    |
| 11 | HV | Việt Nam | Nguyễn Văn Long |
| 12 | TV | Việt Nam | Đồng Văn Đoàn   |
| 14 | HV | Việt Nam | Lương Văn Kỳ    |
| 15 | HV | Việt Nam | Lê Quang Đạt    |

| Số | VT | Quốc gia | Cầu thủ            |
| -- | -- | -------- | ------------------ |
| 16 | TV | Việt Nam | Đỗ Ngọc Trọng      |
| 17 | HV | Việt Nam | Trần Quang Thịnh   |
| 18 | HV | Việt Nam | Khổng Minh Gia Bảo |
| 19 | TV | Việt Nam | Chu Văn Kiên       |
| 21 | HV | Việt Nam | Nguyễn Xuân Kiên   |
| 22 | HV | Việt Nam | Nguyễn Đức Anh     |
| 23 | TV | Việt Nam | Hà Văn Phương      |
| 25 | TM | Việt Nam | Phạm Văn Mậu       |
| 26 | TM | Việt Nam | Hoàng Trung Phong  |
| 27 | TĐ | Việt Nam | Ngô Văn Dũng       |
| 28 | TV | Việt Nam | Nguyễn Văn Giang   |
| 29 | HV | Việt Nam | Trần Tuấn Anh      |
| 34 | TV | Việt Nam | Trần Thanh Sơn     |
| 42 | TV | Việt Nam | Lương Hoàng Nam    |
| 45 | HV | Việt Nam | A Sân              |
| 56 | HV | Việt Nam | Phan Du Học        |
| 65 | TĐ | Việt Nam | Đinh Thanh Bình    |
| 99 | TĐ | Việt Nam | Hồ Minh Quyền      |

#### Đắk Lắk
Ghi chú: Quốc kỳ chỉ đội tuyển quốc gia được xác định rõ trong điều lệ tư cách FIFA. Các cầu thủ có thể giữ hơn một quốc tịch ngoài FIFA.
| Số | VT | Quốc gia | Cầu thủ              |
| -- | -- | -------- | -------------------- |
| 3  | HV | Việt Nam | Danh Luơng Thưc      |
| 4  | HV | Việt Nam | Lê Thành Lâm         |
| 6  | HV | Việt Nam | Đinh Xuân Dương      |
| 7  | TV | Việt Nam | Lương Thanh Ngọc Lâm |
| 8  | TV | Việt Nam | Nguyễn Hữu Nam       |
| 10 | TĐ | Việt Nam | Trương Văn Thành     |
| 11 | HV | Việt Nam | Nguyễn Ngọc Toàn     |
| 14 | TV | Việt Nam | Nguyễn Xuân Tâm      |
| 16 | TV | Việt Nam | Thái Minh Hiếu       |
| 18 | TV | Việt Nam | Đoàn Xuân Dư         |
| 19 | TV | Việt Nam | Lê Quang Huy         |
| 20 | HV | Việt Nam | Vũ Thành Công        |
| 21 | TĐ | Việt Nam | Lương Văn Hùng       |
| 22 | TV | Việt Nam | Hà Ngọc Vũ           |

| Số | VT | Quốc gia | Cầu thủ            |
| -- | -- | -------- | ------------------ |
| 24 | HV | Việt Nam | Bùi Ngọc Tín       |
| 27 | TM | Việt Nam | Ngô Văn Nhựt       |
| 28 | HV | Việt Nam | Trần Phạm Bảo Tuấn |
| 32 | TV | Việt Nam | Nguyễn Văn Phong   |
| 37 | TV | Việt Nam | Trần Ngọc Ánh      |
| 39 | TM | Việt Nam | Văn Đức Vũ         |
| 42 | HV | Việt Nam | Đỗ Xuân Thi        |
| 47 | HV | Việt Nam | Phạm Gia Hưng      |
| 48 | TĐ | Việt Nam | Hổ                 |
| 59 | HV | Việt Nam | Phan Tuấn Tài      |
| 62 | HV | Việt Nam | Phạm Văn Trường    |
| 94 | HV | Việt Nam | Nguyễn Văn Cầm     |
| 96 | TM | Việt Nam | Nguyễn Thanh Phú   |
| 97 | TV | Việt Nam | Nguyễn Lam         |

#### Quảng Nam
Ghi chú: Quốc kỳ chỉ đội tuyển quốc gia được xác định rõ trong điều lệ tư cách FIFA. Các cầu thủ có thể giữ hơn một quốc tịch ngoài FIFA.
| Số | VT | Quốc gia | Cầu thủ                       |
| -- | -- | -------- | ----------------------------- |
| 1  | TM | Việt Nam | Nguyễn Ngọc Bin               |
| 2  | HV | Việt Nam | Đinh Viết Tú                  |
| 3  | HV | Việt Nam | Huỳnh Tấn Sinh                |
| 4  | HV | Việt Nam | Trần Văn Tâm                  |
| 6  | TV | Việt Nam | Đặng Hữu Phước                |
| 7  | TV | Việt Nam | Đinh Thanh Trung (Đội trưởng) |
| 8  | TV | Việt Nam | Nguyễn Hữu Sơn                |
| 9  | TĐ | Việt Nam | Hà Minh Tuấn                  |
| 10 | TV | Việt Nam | Phan Đình Thắng               |
| 11 | TĐ | Việt Nam | Nguyễn Văn Trạng              |
| 12 | TĐ | Việt Nam | Trịnh Duy Long                |
| 13 | TV | Việt Nam | Nguyễn Hoàng Quốc Chí         |
| 14 | TV | Việt Nam | Nguyễn Huy Hùng               |
| 15 | HV | Việt Nam | Đào Duy Khánh                 |
| 16 | TV | Việt Nam | Nguyễn Như Tuấn               |
| 17 | TV | Việt Nam | Ngô Quang Huy                 |

| Số | VT | Quốc gia | Cầu thủ          |
| -- | -- | -------- | ---------------- |
| 18 | TV | Việt Nam | Nguyễn Văn Trạng |
| 19 | TV | Việt Nam | Phan Thanh Hưng  |
| 20 | TV | Việt Nam | Nguyễn Văn Đô    |
| 21 | HV | Việt Nam | Trần Mạnh Toàn   |
| 22 | HV | Việt Nam | Trịnh Văn Hà     |
| 24 | TV | Việt Nam | Nguyễn Văn Ka    |
| 25 | TM | Việt Nam | Phan Văn Cường   |
| 26 | TM | Việt Nam | Trần Văn Chiến   |
| 27 | TĐ | Việt Nam | Nguyễn Văn Thạnh |
| 28 | TV | Việt Nam | Nguyễn Anh Tuấn  |
| 34 | TV | Việt Nam | Võ Văn Toàn      |
| 38 | HV | Việt Nam | Lê Đức Lộc       |
| 73 | TV | Việt Nam | Nguyễn Hồng Sơn  |
| 92 | HV | Việt Nam | Nguyễn Anh Hùng  |

#### Huế
Ghi chú: Quốc kỳ chỉ đội tuyển quốc gia được xác định rõ trong điều lệ tư cách FIFA. Các cầu thủ có thể giữ hơn một quốc tịch ngoài FIFA.
| Số | VT | Quốc gia | Cầu thủ             |
| -- | -- | -------- | ------------------- |
| 1  | TM | Việt Nam | Lê Văn Tấn          |
| 3  | HV | Việt Nam | Trần Ngọc Hiệp      |
| 4  | HV | Việt Nam | Nguyễn Hồng Phong   |
| 5  | HV | Việt Nam | Bùi Duy Bảo         |
| 6  | TV | Việt Nam | Đinh Tuấn Tài       |
| 7  | TĐ | Việt Nam | Lê Ngọc Thiên Ân    |
| 8  | TV | Việt Nam | Lê Văn Điệp         |
| 10 | TV | Việt Nam | Nguyễn Văn Chiến    |
| 11 | TV | Việt Nam | Lương Quang Huy     |
| 12 | TV | Việt Nam | Nguyễn Văn Sang     |
| 14 | HV | Việt Nam | Cao Trần Hoàng Hùng |
| 15 | TV | Việt Nam | Nguyễn Văn Ka       |
| 16 | TĐ | Việt Nam | Hồ Thanh Minh       |
| 17 | HV | Việt Nam | Vũ Văn Quyết        |
| 18 | TĐ | Việt Nam | Bùi Xuân Lộc        |
| 19 | HV | Việt Nam | Nguyễn An           |

| Số | VT | Quốc gia | Cầu thủ              |
| -- | -- | -------- | -------------------- |
| 20 | TĐ | Việt Nam | Nguyễn Sĩ Chiến      |
| 21 | TV | Việt Nam | Nguyễn Đình Bảo      |
| 22 | HV | Việt Nam | Nguyễn Văn Trọng     |
| 24 | HV | Việt Nam | Lê Võ Đình Hoàng Vân |
| 25 | TĐ | Việt Nam | Trần Văn Bun         |
| 26 | HV | Việt Nam | Hoàng Văn Quyết      |
| 28 | TM | Việt Nam | Võ Đức Bảo           |
| 29 | TM | Việt Nam | Nguyễn Tiến Tạo      |
| 34 | TĐ | Việt Nam | Lưu Công Sơn         |
| 35 | TV | Việt Nam | Huỳnh Hiếu           |
| 37 | HV | Việt Nam | Nguyễn Đức Tiến      |
| 88 | TV | Việt Nam | Đặng Văn Anh Phi Pha |
| 93 | HV | Việt Nam | Trần Đức Phát        |
| 94 | TV | Việt Nam | Nguyễn Văn Hiếu      |

#### Long An
Ghi chú: Quốc kỳ chỉ đội tuyển quốc gia được xác định rõ trong điều lệ tư cách FIFA. Các cầu thủ có thể giữ hơn một quốc tịch ngoài FIFA.
| Số | VT | Quốc gia | Cầu thủ                     |
| -- | -- | -------- | --------------------------- |
| 1  | TM | Việt Nam | Nguyễn Đông Vịnh            |
| 2  | HV | Việt Nam | Hồ Hải Phong                |
| 3  | HV | Việt Nam | Nguyễn Hiếu Đan             |
| 4  | HV | Việt Nam | Châu Văn Phi                |
| 5  | TV | Việt Nam | Trần Bảo Anh                |
| 7  | HV | Việt Nam | Đoàn Hải Quân               |
| 8  | TV | Việt Nam | Trần Đình Trường            |
| 11 | HV | Việt Nam | Thái Minh Thuận             |
| 14 | TĐ | Việt Nam | Dương Anh Tú                |
| 15 | TV | Việt Nam | Ngô Hoàng Anh               |
| 16 | TV | Việt Nam | Lê Hoàng Dương              |
| 17 | TV | Việt Nam | Nguyễn Tài Lộc (Đội trưởng) |

| Số | VT | Quốc gia | Cầu thủ           |
| -- | -- | -------- | ----------------- |
| 19 | TV | Việt Nam | Trần Ngọc Phương  |
| 20 | HV | Việt Nam | Trần Bình An      |
| 21 | TV | Việt Nam | Cù Nguyễn Khánh   |
| 22 | TĐ | Việt Nam | Nguyễn Tuấn Đạt   |
| 24 | TV | Việt Nam | Phan Tấn Tài      |
| 25 | TM | Việt Nam | Nguyễn Hoàng Việt |
| 26 | TM | Việt Nam | Nguyễn Tiến Anh   |
| 27 | HV | Việt Nam | Nguyễn Khắc Vũ    |
| 79 | TV | Việt Nam | Hà Vũ Em          |

#### Phố Hiến
Ghi chú: Quốc kỳ chỉ đội tuyển quốc gia được xác định rõ trong điều lệ tư cách FIFA. Các cầu thủ có thể giữ hơn một quốc tịch ngoài FIFA.
| Số | VT | Quốc gia | Cầu thủ                                        |
| -- | -- | -------- | ---------------------------------------------- |
| 1  | TV | Việt Nam | Nguyễn Thanh Tùng (mượn từ Viettel FC)         |
| 4  | HV | Việt Nam | Nguyễn Huỳnh Sang                              |
| 6  | HV | Việt Nam | Lê Ngọc Bảo                                    |
| 7  | TV | Việt Nam | Lâm Thuận                                      |
| 9  | TĐ | Việt Nam | Phạm Đức Thông                                 |
| 10 | TV | Việt Nam | Huỳnh Công Đến (mượn từ PVF)                   |
| 11 | TV | Việt Nam | Lê Vũ Quốc Nhật                                |
| 12 | TV | Việt Nam | Nguyễn Đức Lợi                                 |
| 13 | TV | Việt Nam | Ma Văn Tuấn                                    |
| 15 | TV | Việt Nam | Uông Ngọc Tiến                                 |
| 17 | TĐ | Việt Nam | Trương Đình Nhân                               |
| 18 | HV | Việt Nam | Trần Văn Hòa                                   |
| 19 | HV | Việt Nam | Nguyễn Văn Đạt (mượn từ CLB Hồng Lĩnh Hà Tĩnh) |
| 20 | TV | Việt Nam | Nguyễn Xuân Dương                              |

| Số | VT | Quốc gia | Cầu thủ                             |
| -- | -- | -------- | ----------------------------------- |
| 22 | TĐ | Việt Nam | Trần Văn Trung (mượn từ Viettel FC) |
| 23 | HV | Việt Nam | Nguyễn Thành Lộc                    |
| 25 | HV | Việt Nam | Nguyễn Lý Nam Cung                  |
| 27 | TĐ | Việt Nam | Trịnh Quang Vinh                    |
| 28 | HV | Việt Nam | Trần Hoàng Phúc (mượn từ PVF)       |
| 29 | TĐ | Việt Nam | Lương Văn Hùng                      |
| 36 | TV | Việt Nam | Nguyễn Trọng Long                   |
| 43 | HV | Việt Nam | Phan Duy Lam                        |
| 50 | TĐ | Việt Nam | Nguyễn Khắc Khiêm                   |
| 55 | TM | Việt Nam | Huỳnh Hữu Tuấn                      |
| 88 | TV | Việt Nam | Nguyễn Hoàng Huy (mượn từ PVF)      |
| 89 | TM | Việt Nam | Trương Thái Hiếu                    |
| 98 | TV | Việt Nam | Hoàng Thế Tài                       |

#### Bà Rịa – Vũng Tàu
Ghi chú: Quốc kỳ chỉ đội tuyển quốc gia được xác định rõ trong điều lệ tư cách FIFA. Các cầu thủ có thể giữ hơn một quốc tịch ngoài FIFA.
| Số | VT | Quốc gia | Cầu thủ           |
| -- | -- | -------- | ----------------- |
| 1  | TM | Việt Nam | Nguyễn Thanh Tuấn |
| 2  | HV | Việt Nam | Nguyễn Xuân Luân  |
| 3  | HV | Việt Nam | Nguyễn Trung Tín  |
| 4  | HV | Việt Nam | Quế Ngọc Mạnh     |
| 5  | HV | Việt Nam | Võ Hoàng Quảng    |
| 6  | TV | Việt Nam | Võ Ngọc Tỉnh      |
| 7  | TV | Việt Nam | Chu Văn Kiên      |
| 8  | TV | Việt Nam | Trần Hữu Thắng    |
| 9  | TĐ | Việt Nam | Lê Minh Bình      |
| 10 | TĐ | Việt Nam | Trần Hoài Nam     |
| 11 | TĐ | Việt Nam | Đỗ Tuấn Nam       |
| 12 | TV | Việt Nam | Nguyễn Thế Hưng   |
| 14 | TV | Việt Nam | Đào Quốc Gia      |
| 15 | HV | Việt Nam | Đỗ Công Sang      |

| Số | VT | Quốc gia | Cầu thủ                     |
| -- | -- | -------- | --------------------------- |
| 16 | TV | Việt Nam | Nguyễn Ngọc Hùng            |
| 17 | HV | Việt Nam | Nguyễn Văn Thái             |
| 19 | HV | Việt Nam | Trịnh Văn Quang             |
| 20 | HV | Việt Nam | Trần Đình Bảo               |
| 21 | HV | Việt Nam | Nguyễn Thành Đạt            |
| 22 | TV | Việt Nam | Nguyễn Tuấn Em              |
| 23 | TĐ | Việt Nam | Nguyễn Hải Anh (Đội trưởng) |
| 24 | TV | Việt Nam | Võ Văn Tánh                 |
| 25 | TM | Việt Nam | Nguyễn Thanh Phú            |
| 26 | HV | Việt Nam | Bùi Văn Đức                 |
| 27 | HV | Việt Nam | Bùi Ngọc Thịnh              |
| 28 | TV | Việt Nam | Nguyễn Văn Giang            |
| 29 | TĐ | Việt Nam | Đinh Tiến Phong             |
| 30 | TM | Việt Nam | Vũ Văn Đài                  |
| 31 | TV | Việt Nam | Nguyễn Lam                  |

#### Cần Thơ Capital
Ghi chú: Quốc kỳ chỉ đội tuyển quốc gia được xác định rõ trong điều lệ tư cách FIFA. Các cầu thủ có thể giữ hơn một quốc tịch ngoài FIFA.
| Số | VT | Quốc gia | Cầu thủ                |
| -- | -- | -------- | ---------------------- |
| 2  | HV | Việt Nam | Nguyễn Thanh Hiền      |
| 3  | HV | Việt Nam | Nguyễn Văn Sơn         |
| 4  | HV | Việt Nam | Takahashi Ngo          |
| 5  | HV | Việt Nam | Nguyễn Xuân Bách       |
| 6  | HV | Việt Nam | Nguyễn Thành Trung     |
| 7  | HV | Việt Nam | Trương Huỳnh Minh Khoa |
| 8  | TV | Việt Nam | Trần Vũ Phương Tâm     |
| 9  | TĐ | Việt Nam | Trần Đình Tiến         |
| 11 | TV | Việt Nam | Trần Thanh Long        |
| 12 | TV | Việt Nam | Huỳnh Văn Cường        |
| 13 | TM | Việt Nam | Nguyễn Minh Nhựt       |
| 15 | HV | Việt Nam | Ngô Văn Chơn           |
| 16 | TĐ | Việt Nam | Lâm Hữu Tài            |

| Số | VT | Quốc gia | Cầu thủ          |
| -- | -- | -------- | ---------------- |
| 17 | TV | Việt Nam | Trịnh Đức Bốn    |
| 18 | TV | Việt Nam | Nguyễn Văn Ngọc  |
| 19 | TĐ | Việt Nam | Lâm Hải Đăng     |
| 20 | HV | Việt Nam | Nguyễn Hoàng Kha |
| 22 | HV | Việt Nam | Nguyễn Văn Quân  |
| 23 | HV | Việt Nam | Nguyễn Hùng Em   |
| 24 | HV | Việt Nam | Trương Minh An   |
| 25 | TM | Việt Nam | Lương Văn Nhàn   |
| 26 | HV | Việt Nam | Đặng Như Tứ      |
| 28 | HV | Việt Nam | Lê Quang Đạt     |
| 37 | TV | Việt Nam | Nguyễn Văn Hiếu  |
| 66 | HV | Việt Nam | Nguyễn Văn Mạnh  |
| 79 | HV | Việt Nam | Huỳnh Đức Thịnh  |
| 96 | TV | Việt Nam | Nguyễn Duy Khanh |
| 97 | TV | Việt Nam | Bùi Hữu Hậu      |

#### Phù Đổng
Ghi chú: Quốc kỳ chỉ đội tuyển quốc gia được xác định rõ trong điều lệ tư cách FIFA. Các cầu thủ có thể giữ hơn một quốc tịch ngoài FIFA.
| Số | VT | Quốc gia | Cầu thủ             |
| -- | -- | -------- | ------------------- |
| 1  | TM | Việt Nam | Lê Quang Đại        |
| 2  | HV | Việt Nam | Đinh Viết Lộc       |
| 6  | HV | Việt Nam | Trần Đình Thắng     |
| 7  | HV | Việt Nam | Nguyễn Hữu Tuấn     |
| 8  | TV | Việt Nam | Ma Văn Tuấn         |
| 9  | TV | Việt Nam | Vũ Việt Triều       |
| 10 | TV | Việt Nam | Trần Đức Trung      |
| 11 | TV | Việt Nam | Nguyễn Đức Anh Quốc |
| 12 | HV | Việt Nam | Trần Văn Thắng      |
| 14 | TV | Việt Nam | Nguyễn Tuấn Hiệp    |
| 15 | TV | Việt Nam | Đoàn Ngọc Trượng    |
| 16 | HV | Việt Nam | Nguyễn Đình Huyên   |
| 17 | CB | Việt Nam | Phạm Văn Quý        |

| Số | VT | Quốc gia | Cầu thủ                   |
| -- | -- | -------- | ------------------------- |
| 18 | TM | Việt Nam | Phạm Đình Long            |
| 19 | TV | Việt Nam | Vương Quốc Trung          |
| 20 | TV | Việt Nam | Ngô Đức Hoàng             |
| 22 | HV | Việt Nam | Hồ Khắc Lương             |
| 23 | TĐ | Việt Nam | Nguyễn Văn Tùng           |
| 26 | TM | Việt Nam | Dương Văn Cường           |
| 27 | HV | Việt Nam | Vũ Tiến Long              |
| 30 | TV | Việt Nam | Nguyễn Hoàng Trung Nguyên |
| 34 | TV | Việt Nam | Nguyễn Đức Toản           |
| 39 | HV | Việt Nam | Trần Minh Chiến           |
| 68 | TV | Việt Nam | Phạm Hồng Sơn             |
| 86 | TV | Việt Nam | Mạch Ngọc Hà              |
| 88 | TĐ | Việt Nam | Trần Tiến Anh             |

#### Phú Thọ
Ghi chú: Quốc kỳ chỉ đội tuyển quốc gia được xác định rõ trong điều lệ tư cách FIFA. Các cầu thủ có thể giữ hơn một quốc tịch ngoài FIFA.
| Số | VT | Quốc gia | Cầu thủ             |
| -- | -- | -------- | ------------------- |
| 1  | TM | Việt Nam | Quan Văn Chuẩn      |
| 2  | HV | Việt Nam | Đặng Văn Tới        |
| 3  | HV | Việt Nam | Vũ Đình Hai         |
| 4  | TĐ | Việt Nam | Trần Văn Đạt        |
| 5  | TM | Việt Nam | Đỗ Sỹ Huy           |
| 6  | TM | Việt Nam | Nguyễn Ngọc Bin     |
| 7  | HV | Việt Nam | Nguyễn Hữu Tuấn     |
| 9  | HV | Việt Nam | Thái Khắc Huy Hoàng |
| 10 | TV | Việt Nam | Mạch Ngọc Hà        |
| 12 | TV | Việt Nam | Phạm Ngọc Hiển      |
| 16 | HV | Việt Nam | Nguyễn Việt Trung   |
| 18 | HV | Việt Nam | Nguyễn Mạnh Huy     |
| 19 | TĐ | Việt Nam | Thẩm Hoàng Anh      |
| 20 | HV | Việt Nam | Vũ Hoàng Long       |
| 22 | TV | Việt Nam | Nguyễn Thuận        |

| Số | VT | Quốc gia | Cầu thủ                   |
| -- | -- | -------- | ------------------------- |
| 29 | TM | Việt Nam | Đỗ Mạnh Dũng              |
| 69 | TM | Việt Nam | Nguyễn Hoà                |
| 98 | HV | Việt Nam | Quyền Xuân Thảo (Đội phó) |
| 92 | TĐ | Việt Nam | Vương Tuấn Vinh           |
| 97 | HV | Việt Nam | Nguyễn Văn Đại            |

#### Khánh Hòa
Ghi chú: Quốc kỳ chỉ đội tuyển quốc gia được xác định rõ trong điều lệ tư cách FIFA. Các cầu thủ có thể giữ hơn một quốc tịch ngoài FIFA.
| Số | VT | Quốc gia | Cầu thủ             |
| -- | -- | -------- | ------------------- |
| 4  | HV | Việt Nam | Trần Lê Duy         |
| 5  | TV | Việt Nam | Nguyễn Minh Huy     |
| 7  | TV | Việt Nam | Võ Út Cường         |
| 8  | TV | Việt Nam | Lê Cao Hoài An      |
| 9  | HV | Việt Nam | Nguyễn Ngọc Toàn    |
| 16 | TV | Việt Nam | Nguyễn Đình Nhơn    |
| 17 | TV | Việt Nam | Nguyễn Đoàn Duy Anh |
| 18 | TV | Việt Nam | Nguyễn Hữu Cảm      |
| 19 | TV | Việt Nam | Nguyễn Tấn Tài      |
| 20 | TĐ | Việt Nam | Trần Đình Kha       |

| Số | VT | Quốc gia | Cầu thủ              |
| -- | -- | -------- | -------------------- |
| 22 | TM | Việt Nam | Ngô Quốc Cường       |
| 23 | HV | Việt Nam | Nguyễn Trung Hiếu    |
| 24 | TV | Việt Nam | Lê Duy Thanh         |
| 26 | TM | Việt Nam | Nguyễn Tuấn Mạnh     |
| 27 | HV | Việt Nam | Phạm Đình Hiếu       |
| 28 | HV | Việt Nam | Nguyễn Cửu Huy Hoàng |
| 29 | HV | Việt Nam | Đoàn Công Thành      |
| 31 | HV | Việt Nam | Huỳnh Nhật Tân       |
| 39 | HV | Việt Nam | Nguyễn Tấn Điền      |

## Số khán giả
| Câu lạc bộ        | Tổng số trận | Giai đoạn 1 | Giai đoạn 1 | Giai đoạn 1 | Giai đoạn 1 | Giai đoạn 1 | Giai đoạn 1 | Giai đoạn 1 | Giai đoạn 1 | Giai đoạn 1 | Giai đoạn 1 | Giai đoạn 1 | Giai đoạn 1 | Giai đoạn 1 | Tổng cộng | Trung bình |
| Câu lạc bộ        | Tổng số trận | Vòng 1      | Vòng 2      | Vòng 3      | Vòng 4      | Vòng 5      | Vòng 6      | Vòng 7      | Vòng 8      | Vòng 9      | Vòng 10     | Vòng 11     | Vòng 12     | Vòng 13     | Tổng cộng | Trung bình |
| ----------------- | ------------ | ----------- | ----------- | ----------- | ----------- | ----------- | ----------- | ----------- | ----------- | ----------- | ----------- | ----------- | ----------- | ----------- | --------- | ---------- |
| An Giang          | 4            | 0           |             | 0           | 1.100       |             |             | 0           |             | Nghỉ        |             | Hủy         | Hủy         |             | 1.100     | 275        |
| Bà Rịa – Vũng Tàu | 3            |             | 3.000       | 2.000       | Nghỉ        |             |             | 0           |             | Hủy         |             | Hủy         |             | Hủy         | 5.000     | 1.666      |
| Bình Phước        | 3            | 1.000       |             | 1.000       |             | 1.000       | Nghỉ        |             | Hủy         |             | Hủy         |             |             | Hủy         | 3.000     | 1.000      |
| Cần Thơ           | 4            | 2.000       | Nghỉ        |             | 1.000       |             | 0           | 0           |             |             | Hủy         |             |             | Hủy         | 3.000     | 750        |
| Công an Nhân dân  | 2            |             | 1.000       |             |             | 300         |             | Hủy         | Hủy         |             |             | Hủy         | Hủy         | Nghỉ        | 1.300     | 650        |
| Đắk Lắk           | 3            | 800         |             |             | 1.000       |             | 700         | Nghỉ        |             | Hủy         | Hủy         |             | Hủy         |             | 2.500     | 833        |
| Huế               | 3            |             | 2.000       |             |             | 2.000       | 1.000       |             | Hủy         | Hủy         |             | Hủy         | Nghỉ        |             | 5.000     | 1.666      |
| Long An           | 4            |             | 1.000       | 1.000       |             | 1.000       | 500         |             | Hủy         |             | Nghỉ        |             | Hủy         |             | 3.500     | 875        |
| Phố Hiến          | 3            | 500         |             | Nghỉ        |             | 500         | 0           |             | Hủy         |             | Hủy         |             | Hủy         |             | 1.000     | 333        |
| Phù Đổng          | 3            | Nghỉ        |             | 1.000       | 300         |             | 0           |             |             | Hủy         | Hủy         |             |             | Hủy         | 1.300     | 433        |
| Khánh Hòa         | 3            |             | 900         |             | 2.000       |             |             | 0           | Nghỉ        | Hủy         |             | Hủy         | Hủy         |             | 2.900     | 966        |
| Phú Thọ           | 3            | 6.000       |             |             | 2.000       | Nghỉ        |             | 0           |             | Hủy         |             | Hủy         |             | Hủy         | 8.000     | 2.666      |
| Quảng Nam         | 3            |             | 2.500       | 2.000       |             | 800         |             |             | Hủy         |             | Hủy         | Nghỉ        |             | Hủy         | 5.300     | 1.766      |
| Tổng cộng         | 41           | 10.300      | 10.400      | 7.000       | 7.400       | 5.600       | 2.200       | 0           | Hủy         | Hủy         | Hủy         | Hủy         | Hủy         | Hủy         | 42.900    | 6.128      |
| Trung bình        | Trung bình   | 1.7171      | 1.733       | 1.166       | 1.233       | 933         | 366         | 0           | Hủy         | Hủy         | Hủy         | Hủy         | Hủy         | Hủy         | 7.648     | 1.046      |

- 1Không tính trận đấu không có khán giả ở sân Kiên Giang (sân nhà của An Giang), số khán giả trung bình một trận ở vòng 1 giai đoạn 1 là 2.060.

## Thể thức thi đấu
Giải đấu sẽ áp dụng thể thức của mùa giải 2020 nhưng với một vài thay đổi:
- Giai đoạn 1: Gồm 13 lượt trận, kết quả này sẽ chia 13 đội thành 2 nhóm: 7 đội xếp trên sẽ vào nhóm A, 6 đội còn lại sẽ vào nhóm B. Điểm số của các đội sẽ giữ nguyên khi bước vào giai đoạn 2.
- Giai đoạn 2:
  - Nhóm A (Tranh chức vô địch): Gồm 7 đội, có vị trí xếp hạng từ 1 đến 7. Đội vô địch sẽ thi đấu tại V.League 1 2022.
  - Nhóm B (Đua trụ hạng): Gồm 6 đội, có vị trí xếp hạng từ 8 đến 13. Có 1 suất xuống hạng. Gồm 5 trận, mỗi đội thi đấu 3 trận sân nhà và 2 trận sân khách. Đội đứng thứ 13 sẽ xuống thi đấu tại Hạng nhì 2022.

## Bốc thăm xếp lịch
Lễ bốc thăm xếp lịch thi đấu Giải bóng đá hạng nhất quốc gia 2021 và Cúp quốc gia 2021 được diễn ra bằng hình thức trực tuyến vào lúc 14 giờ 30 phút ngày 2 tháng 2 năm 2021.

### Nguyên tắc bốc thăm
Căn cứ quy chế bóng đá chuyên nghiệp về việc đơn vị tổ chức giải sẽ chọn một trận đấu và phối hợp với câu lạc bộ chủ nhà để tổ chức lễ khai mạc chính thức của giải. Công ty VPF sẽ lựa chọn CLB Phú Thọ để phối hợp tổ chức lễ khai mạc chính thức của giải bóng đá Hạng Nhất Quốc gia LS 2021.

### Thứ tự bốc thăm
Lượt 1: CLB Phú Thọ được lựa chọn tổ chức lễ khai mạc chính thức của giải, bốc thăm ngẫu nhiên vào một trong sáu mã số 1, 6, 8, 9, 12, 13 để thi đấu trên sân nhà Việt Trì tại vòng 1 giai đoạn 1.
Lượt 2: Mười hai câu lạc bộ còn lại sẽ bốc thăm ngẫu nhiên vào các mã số còn lại.

### Mã số thi đấu các đội
| Mã số | Đội               |
| ----- | ----------------- |
| 01    | Phố Hiến          |
| 02    | Bà Rịa – Vũng Tàu |
| 03    | Khánh Hòa         |
| 04    | Quảng Nam         |
| 05    | Công an Nhân dân  |
| 06    | Bình Phước        |

| Mã số | Đội      |
| ----- | -------- |
| 07    | Huế      |
| 08    | Cần Thơ  |
| 09    | Phú Thọ  |
| 10    | Phù Đổng |
| 11    | Long An  |
| 12    | An Giang |
| 13    | Đắk Lắk  |

## Phát sóng
Các trận đấu của giải được trực tiếp trên các kênh sóng:
- VTV: VTV6
- VTVCab: Thể Thao TV & Thể Thao TV HD, Bóng Đá TV & Bóng Đá TV HD, Thể thao tin tức HD
- VTC: VTC3
- Kênh YouTube VPF Media và Next Sports, Facebook Next Sports

## Khai mạc
Trận đấu khai mạc của giải là trận đấu giữa Phú Thọ và Khánh Hòa trên Sân vận động Việt Trì vào lúc 15 giờ 15 phút ngày 20 tháng 3 năm 2021.

## Lịch thi đấu và kết quả

### Lịch thi đấu
- Giai đoạn 1:

### Tóm tắt kết quả
| Nhà \ Khách       | ANG | BRV | BIN | CTC | CND | DAK | HUE | KHA | LAN | PHO | PHD | PHT | QNA |
| ----------------- | --- | --- | --- | --- | --- | --- | --- | --- | --- | --- | --- | --- | --- |
| An Giang          |     | 0–1 | 1–1 |     |     | 1–2 |     |     | 0–1 | Hủy |     | Hủy |     |
| Bà Rịa – Vũng Tàu |     |     | 1–3 |     |     | Hủy | 1–1 |     |     | Hủy |     | 1–0 | Hủy |
| Bình Phước        |     |     |     | Hủy | 2–2 | 0–2 |     | Hủy |     |     |     | Hủy | 0–0 |
| Cần Thơ           | Hủy | 0–3 |     |     | 1–1 |     | Hủy |     |     | 1–0 | 1–0 |     |     |
| Công an Nhân dân  | 1–0 | Hủy |     |     |     | 1–1 | Hủy |     | Hủy |     | Hủy |     | Hủy |
| Đắk Lắk           |     |     |     | Hủy |     |     | 1–1 | Hủy | 0–0 | Hủy |     | 1–2 |     |
| Huế               | Hủy |     | Hủy |     |     |     |     | 1–1 | Hủy |     | 0–0 |     | 3–1 |
| Khánh Hòa         | 2–0 | Hủy |     | Hủy | 2–0 |     |     |     |     | 1–1 | Hủy |     |     |
| Long An           |     | 0–1 | 2–0 | 1–0 |     |     |     | 0–0 |     |     | Hủy |     | Hủy |
| Phố Hiến          |     |     | Hủy | Hủy | 0–2 |     | Hủy |     | 1–1 |     | 0–1 | Hủy |     |
| Phù Đổng          | 3–0 | Hủy | Hủy |     |     | Hủy |     |     |     |     |     | 0–0 | 1–0 |
| Phú Thọ           |     |     |     | Hủy | Hủy |     | 0–0 | 0–1 | Hủy |     |     |     | 1–1 |
| Quảng Nam         | Hủy |     |     | 5–2 | Hủy | Hủy |     | 0–1 |     | 0–0 |     |     |     |

### Tiến trình mùa giải
| Đội ╲ Vòng        | 1 | 2 | 3 | 4 | 5 | 6 | 7   | 8   | 9   | 10  | 11  | 12  | 13  |
| ----------------- | - | - | - | - | - | - | --- | --- | --- | --- | --- | --- | --- |
| An Giang          | L | L | L | D | L | L | L   | Hủy | N   | Hủy | Hủy | Hủy | Hủy |
| Bà Rịa – Vũng Tàu | W | W | D | N | W | W | L   | Hủy | Hủy | Hủy | Hủy | Hủy | Hủy |
| Bình Phước        | D | L | D | D | L | N | W   | Hủy | Hủy | Hủy | Hủy | Hủy | Hủy |
| Cần Thơ           | D | N | L | W | L | L | W   | Hủy | Hủy | Hủy | Hủy | Hủy | Hủy |
| Công an Nhân dân  | D | D | D | L | W | W | Hủy | Hủy | Hủy | Hủy | Hủy | Hủy | N   |
| Đắk Lắk           | D | D | W | D | W | L | N   | Hủy | Hủy | Hủy | Hủy | Hủy | Hủy |
| Huế               | D | D | D | D | D | W | Hủy | Hủy | Hủy | Hủy | Hủy | N   | Hủy |
| Khánh Hòa         | W | W | W | W | D | D | D   | N   | Hủy | Hủy | Hủy | Hủy | Hủy |
| Long An           | D | W | W | D | L | D | W   | Hủy | Hủy | N   | Hủy | Hủy | Hủy |
| Phố Hiến          | D | D | N | L | L | L | D   | Hủy | Hủy | Hủy | Hủy | Hủy | Hủy |
| Phù Đổng          | N | D | D | W | W | W | L   | Hủy | Hủy | Hủy | Hủy | Hủy | Hủy |
| Phú Thọ           | L | L | D | D | N | W | D   | Hủy | Hủy | Hủy | Hủy | Hủy | Hủy |
| Quảng Nam         | D | D | L | L | W | L | D   | Hủy | Hủy | Hủy | N   | Hủy | Hủy |

### Vị trí các đội qua các vòng đấu
Bảng này liệt kê các vị trí của các đội sau mỗi tuần trận đấu. Để duy trì sự tiến hóa theo thời gian, bất kỳ trận đấu bị hoãn nào cũng không được đưa vào vòng mà chúng được lên lịch ban đầu, nhưng được thêm vào vòng đầy đủ mà chúng được chơi ngay sau đó. Ví dụ: nếu một trận đấu được lên lịch cho ngày 13, nhưng sau đó bị hoãn và diễn ra trong khoảng thời gian từ ngày 16 đến 17, thì trận đấu sẽ được thêm vào bảng xếp hạng cho ngày 16.
| Đội ╲ Vòng        | 1        | 2  | 3  | 4  | 5  | 6  | 7  | 8   | 9   | 10  | 11  | 12  | 13  |     |
| ----------------- | -------- | -- | -- | -- | -- | -- | -- | --- | --- | --- | --- | --- | --- | --- |
| Đội ╲ Vòng        | An Giang | 12 | 13 | 13 | 13 | 13 | 13 | 13  | Hủy | Hủy | Hủy | Hủy | Hủy | Hủy |
| Bà Rịa – Vũng Tàu | 1        | 2  | 3  | 3  | 2  | 2  | 2  | Hủy | Hủy | Hủy | Hủy | Hủy | Hủy |     |
| Bình Phước        | 9        | 11 | 10 | 9  | 10 | 11 | 11 | Hủy | Hủy | Hủy | Hủy | Hủy | Hủy |     |
| Cần Thơ           | 6        | 9  | 11 | 6  | 9  | 10 | 8  | Hủy | Hủy | Hủy | Hủy | Hủy | Hủy |     |
| Công an Nhân dân  | 3        | 4  | 5  | 8  | 6  | 6  | 6  | Hủy | Hủy | Hủy | Hủy | Hủy | Hủy |     |
| Đắk Lắk           | 8        | 5  | 4  | 4  | 3  | 4  | 5  | Hủy | Hủy | Hủy | Hủy | Hủy | Hủy |     |
| Huế               | 4        | 7  | 6  | 7  | 8  | 7  | 7  | Hủy | Hủy | Hủy | Hủy | Hủy | Hủy |     |
| Khánh Hòa         | 2        | 1  | 1  | 1  | 1  | 1  | 1  | Hủy | Hủy | Hủy | Hủy | Hủy | Hủy |     |
| Long An           | 5        | 3  | 2  | 2  | 4  | 5  | 3  | Hủy | Hủy | Hủy | Hủy | Hủy | Hủy |     |
| Phố Hiến          | 7        | 6  | 7  | 10 | 11 | 12 | 12 | Hủy | Hủy | Hủy | Hủy | Hủy | Hủy |     |
| Phù Đổng          | 11       | 10 | 8  | 5  | 5  | 3  | 4  | Hủy | Hủy | Hủy | Hủy | Hủy | Hủy |     |
| Phú Thọ           | 13       | 12 | 12 | 11 | 12 | 9  | 10 | Hủy | Hủy | Hủy | Hủy | Hủy | Hủy |     |
| Quảng Nam         | 10       | 8  | 9  | 12 | 7  | 8  | 9  | Hủy | Hủy | Hủy | Hủy | Hủy | Hủy |     |

### Kết quả chi tiết

##### Vòng 1
| 19 tháng 3 năm 2021 | Cần Thơ                                     | 1–1                                 | Công an Nhân dân                                  | Thành phố Cần Thơ, Cần Thơ                                        |  |
| 17:00               | - Dương Văn An 53' - Phạm Trần Thanh Vũ 88' | Chi tiết HIGHLIGHTS TheThaoTinTucHD | - Đào Văn Phong 5' (l.n.) - Đinh Thanh Bình 90+3' | Sân vận động: Cần Thơ Lượng khán giả: 3.000 Trọng tài: Đỗ Anh Đức |  |

| 20 tháng 3 năm 2021 | An Giang                                         | 0–1      | Bà Rịa – Vũng Tàu                                             | Rạch Giá, Kiên Giang                                              |  |
| 15:30               | - Trần Gia Nam 8' - Võ Nguyễn Phương Duy 17' 44' | Chi tiết | - Nguyễn Hiếu Đan 24' - Đào Quốc Gia 28' - Trịnh Văn Quan 70' | Sân vận động: Rạch Giá Lượng khán giả: 0 Trọng tài: Nguyễn Anh Vũ |  |

| 20 tháng 3 năm 2021 | Phú Thọ            | 0–1                                              | Khánh Hòa           | Việt Trì, Phú Thọ                                                    |  |
| 15:30               | - Đỗ Công Sang 74' | Chi tiết FULL HIGHLIGHTS TheThaoTV, TheThaoTV HD | - Trần Lê Duy 90+1' | Sân vận động: Việt Trì Lượng khán giả: 6.000 Trọng tài: Lê Đức Thuận |  |

| 21 tháng 3 năm 2021 | Đắk Lắk                                     | 1–1      | Huế                                                                        | Buôn Ma Thuột, Đắk Lắk                                                 |  |
| 15:30               | - Nguyễn Xuân Tâm 55' - Danh Lương Thực 80' | Chi tiết | - Nguyễn An 46' - Lê Ngọc Thiên Ân 71' - Huỳnh Hiếu 71' - Vũ Văn Quyết 82' | Sân vận động: Buôn Ma Thuột Lượng khán giả: 800 Trọng tài: Hà Văn Thức |  |

| 21 tháng 3 năm 2021 | Bình Phước                           | 0–0                                               | Quảng Nam                                  | Đồng Xoài, Bình Phước                                                    |  |
| 17:00               | - Lưu Công Sơn 55' - Hồ Sinh Bảo 76' | Chi tiết HIGHLIGHTS BĐTV, BĐTV HD, On Sports-VTC3 | - Trần Văn Bửu 45+1' - Nguyễn Anh Hùng 57' | Sân vận động: Bình Phước Lượng khán giả: 1.000 Trọng tài: Nguyễn Văn Tạo |  |

| 21 tháng 3 năm 2021 | Phố Hiến                                   | 1–1                                               | Long An                                                           | Văn Giang, Hưng Yên                                                       |  |
| 18:00               | - Nguyễn Vũ Tín 22' - Mạc Đức Việt Anh 24' | Chi tiết HIGHLIGHTS VTV6, TheThaoTV, TheThaoTV HD | - Nguyễn Anh Đức 30' (ph.đ.) - Thái Minh Thuận 40' - Hà Vũ Em 77' | Sân vận động: TTĐT trẻ PVF Lượng khán giả: 500 Trọng tài: Khổng Tam Cường |  |

##### Vòng 2
| 26 tháng 3 năm 2021 | Công an Nhân dân                                                   | 1–1                                             | Đắk Lắk                                                                            | Pleiku, Gia Lai                                                     |  |
| 16:00               | - Lê Minh Bình 28' 33' - Đinh Thanh Bình 49' - Lương Hoàng Nam 78' | Chi tiết FULL HIGHLIGHTS VPF Media, Next Sports | - Trần Ngọc Ánh 13' - Vũ Thành Công 45+1' - Trương Văn Thành 47' - Đỗ Xuân Thi 59' | Sân vận động: Pleiku Lượng khán giả: 1.000 Trọng tài: Trần Văn Điền |  |

| 27 tháng 3 năm 2021 | Huế                                        | 0–0                                             | Phù Đổng                                                   | Huế, Thừa Thiên Huế                                                    |  |
| 16:00               | - Trần Đức Phát 28' - Lê Ngọc Thiên Ân 30' | Chi tiết FULL HIGHLIGHTS VPF Media, Next Sports | - Vũ Việt Triều 30' - Phạm Văn Quý 79' - Trần Tiến Anh 86' | Sân vận động: Tự Do Lượng khán giả: 2.000 Trọng tài: Nguyễn Ngọc Thắng |  |

| 27 tháng 3 năm 2021 | Bà Rịa – Vũng Tàu                       | 1–0                                         | Phú Thọ                                                          | Bà Rịa, Bà Rịa Vũng Tàu                                             |  |
| 17:00               | - Võ Hoàng Quảng 12' - Chu Văn Kiên 81' | Chi tiết HIGHLIGHTS TheThaoTV, TheThaoTV HD | - Nguyễn Hữu Tuấn 50' - Nguyễn Thế Dương 78' - Hồ Ngọc Thắng 89' | Sân vận động: Bà Rịa Lượng khán giả: 3.000 Trọng tài: Trần Văn Khoẻ |  |

| 27 tháng 3 năm 2021 | Quảng Nam          | 0–0                               | Phố Hiến                                       | Tam Kỳ, Quảng Nam                                                    |  |
| 17:00               | - Trịnh Văn Hà 59' | Chi tiết HIGHLIGHTS BĐTV, BĐTV HD | - Nguyễn Đức Lợi 45+1' - Nguyễn Xuân Dương 49' | Sân vận động: Tam Kỳ Lượng khán giả: 2.500 Trọng tài: Trương Hồng Vũ |  |

| 27 tháng 3 năm 2021 | Khánh Hòa                                                                     | 2–0                                 | An Giang           | Nha Trang, Khánh Hòa                                                  |  |
| 17:00               | - Võ Út Cường 2' - Huỳnh Văn Thanh 22' - Trần Văn Tùng 24' - Lê Duy Thanh 34' | Chi tiết HIGHLIGHTS TheThaoTinTucHD | - Ngô Kim Long 57' | Sân vận động: 19 tháng 8 Lượng khán giả: 900 Trọng tài: Lê Thanh Tùng |  |

| 28 tháng 3 năm 2021 | Long An                                                              | 2–0      | Bình Phước            | Tân An, Long An                                                         |  |
| 17:00               | - Nguyễn Anh Đức 12', 60' 85' - Đoàn Hải Quân 69' - Trần Bảo Anh 73' | Chi tiết | - Nguyễn Tuấn Anh 80' | Sân vận động: Long An Lượng khán giả: 1.000 Trọng tài: Nguyễn Ngọc Tùng |  |

##### Vòng 3
| 2 tháng 4 năm 2021 | Bà Rịa – Vũng Tàu     | 1–1      | Huế                                                         | Bà Rịa, Bà Rịa Vũng Tàu                                            |  |
| 17:00              | - Phù Trung Phong 54' | Chi tiết | - Hồ Thanh Minh 12' - Trần Đức Phát 59' - Đinh Tuấn Tài 67' | Sân vận động: Bà Rịa Lượng khán giả: 2.000 Trọng tài: Ngô Đức Việt |  |

| 3 tháng 4 năm 2021 | Bình Phước                                                                               | 2–2                               | Công an Nhân dân                                              | Đồng Xoài, Bình Phước                                                   |  |
| 17:00              | - Bùi Trần Vũ 16' - Bùi Văn Đông 43' 90+5' - Lê Văn Thành 46' 53' - HLV Văn Sỹ Sơn 90+2' | Chi tiết HIGHLIGHTS BĐTV, BĐTV HD | - Lê Minh Bình 11' - Bùi Anh Thống 45+2' - Trần Thanh Sơn 76' | Sân vận động: Bình Phước Lượng khán giả: 1.000 Trọng tài: Nguyễn Anh Vũ |  |

| 3 tháng 4 năm 2021 | Quảng Nam                                                    | 0–1                                        | Khánh Hòa                               | Tam Kỳ, Quảng Nam                                                 |  |
| 17:00              | - Nguyễn Anh Tuấn 36' - Đinh Viết Tú 40' - Nguyễn Văn Đô 89' | Chi tiết HIGHLIGHTS VTV6, On Sports - VTC3 | - Trần Văn Tùng 22' - Võ Út Cường 90+4' | Sân vận động: Tam Kỳ Lượng khán giả: 2.000 Trọng tài: Hà Văn Thức |  |

| 4 tháng 4 năm 2021 | An Giang                                                                                                  | 1–2                                             | Đắk Lắk | Rạch Giá, Kiên Giang                                                  |  |
| 15:30              | - Võ Hoàng Uy 8' - Tống Văn Hợp 45+1' - Trần Gia Nam 50' - Võ Đình Lâm 65' - Võ Nguyễn Phương Duy 55' 75' | Chi tiết FULL HIGHLIGHTS VPF Media, Next Sports | - Nguyễn Xuân Tâm 43' - Danh Lương Thực 53' - Trương Văn Thành 74' - Nguyễn Hữu Nam 89' - Thái Minh Hiếu 90+5' | Sân vận động: Rạch Giá Lượng khán giả: 0 Trọng tài: Nguyễn Minh Thuận |  |

| 4 tháng 4 năm 2021 | Phù Đổng                                                         | 0–0                                 | Phú Thọ                                                           | Thanh Trì, Hà Nội                                                        |  |
| 16:00              | - Nguyễn Đức Anh Quốc 17' - Phạm Văn Quý 27' - Phạm Hồng Sơn 49' | Chi tiết HIGHLIGHTS TheThaoTinTucHD | - Hồ Ngọc Thắng 45+1' - Phạm Hoàng Minh 88' - Huỳnh Minh Nhật 90' | Sân vận động: Thanh Trì Lượng khán giả: 1.000 Trọng tài: Nguyễn Mạnh Hải |  |

| 4 tháng 4 năm 2021 | Long An                                                                             | 1–0                                         | Cần Thơ Capital      | Tân An, Long An                                                       |  |
| 17:00              | - Nguyễn Anh Đức 49' - Thái Minh Thuận 54' - Trần Bảo Anh 55' - Nguyễn Tiến Anh 89' | Chi tiết HIGHLIGHTS TheThaoTV, TheThaoTV HD | - Phạm Đình Hiếu 20' | Sân vận động: Long An Lượng khán giả: 1.000 Trọng tài: Trần Mạnh Hùng |  |

##### Vòng 4
| 9 tháng 4 năm 2021 | Phù Đổng                                     | 1–0                               | Quảng Nam                                                       | Thanh Trì, Hà Nội                                                  |  |
| 16:00              | - Nguyễn Đức Anh Quốc 50' - Vũ Tiến Long 75' | Chi tiết HIGHLIGHTS BĐTV, BĐTV HD | - Trần Văn Bửu 9' - Nguyễn Bá Dương 57' - Nguyễn Anh Hùng 90+4' | Sân vận động: Thanh Trì Lượng khán giả: 300 Trọng tài: Hà Văn Thức |  |

| 10 tháng 4 năm 2021 | Đắk Lắk | 0–0      | Long An | Buôn Ma Thuột, Đắk Lắk                                                       |  |
| 15:30               |         | Chi tiết |         | Sân vận động: Buôn Ma Thuột Lượng khán giả: 1.000 Trọng tài: Khổng Tam Cường |  |

| 10 tháng 4 năm 2021 | Phú Thọ                                    | 0–0                               | Huế | Việt Trì, Phú Thọ                                                   |  |
| 15:30               | - Hồ Ngọc Thắng 44' - Nguyễn Thế Dương 81' | Chi tiết HIGHLIGHTS BĐTV, BĐTV HD |     | Sân vận động: Việt Trì Lượng khán giả: 2.000 Trọng tài: Vũ Văn Việt |  |

| 10 tháng 4 năm 2021 | Cần Thơ Capital                                                                              | 1–0                                             | Phố Hiến               | Thành phố Cần Thơ, Cần Thơ                                           |  |
| 17:00               | - Uông Ngọc Tiến 33' (l.n.) - Trần Hữu Thụ 43' - Phan Thanh Hưng 81' - Nguyễn Tiến Đạt 90+4' | Chi tiết HIGHLIGHTS TheThaoTV, On Sports - VTC3 | - Mạc Đức Việt Anh 79' | Sân vận động: Cần Thơ Lượng khán giả: 1.000 Trọng tài: Phan Văn Tuấn |  |

| 11 tháng 4 năm 2021 | An Giang                                                                   | 1–1                                             | Bình Phước                          | Rạch Giá, Kiên Giang                                                 |  |
| 15:30               | - Tống Văn Hợp 17' - Ngô Kim Long 58' - Tống Văn Hợp 68' - Lê Tuấn Anh 89' | Chi tiết FULL HIGHLIGHTS VPF Media, Next Sports | - Hồ Đăng Lưu 5' - Lê Văn Thành 65' | Sân vận động: Rạch Giá Lượng khán giả: 1.100 Trọng tài: Ngô Đắc Tiến |  |

| 11 tháng 4 năm 2021 | Khánh Hòa                                                                                                 | 2–0                                             | Công an Nhân dân                         | Nha Trang, Khánh Hòa                                                     |  |
| 17:00               | - Trần Văn Tùng 70' - Trần Lê Duy 82' - Huỳnh Nhật Tân 82' - Nguyễn Duy Dương 85' - Nguyễn Thành Nhân 87' | Chi tiết FULL HIGHLIGHTS VPF Media, Next Sports | - Lê Minh Bình 44' - Nguyễn Duy Kiên 82' | Sân vận động: 19 tháng 8 Lượng khán giả: 2.000 Trọng tài: Trương Hồng Vũ |  |

##### Vòng 5
| 16 tháng 4 năm 2021 | Công an Nhân dân         | 1–0                                             | An Giang                               | Pleiku, Gia Lai                                                   |  |
| 16:00               | - Lê Minh Bình 85' 90+2' | Chi tiết FULL HIGHLIGHTS VPF Media, Next Sports | - Hà Kiên Cường 20' - Tống Văn Hợp 69' | Sân vận động: Pleiku Lượng khán giả: 300 Trọng tài: Trần Văn Khỏe |  |

| 16 tháng 4 năm 2021 | Bình Phước                          | 0–2      | Đắk Lắk                                                                         | Đồng Xoài, Bình Phước                                                         |  |
| 17:00               | - Huỳnh Văn Ly 28' - Rơ Lan Dem 80' | Chi tiết | - Phạm Gia Hưng 30' - Nguyễn Hữu Nam 59' - Danh Lương Thực 80' - Nguyễn Lam 84' | Sân vận động: Bình Phước Lượng khán giả: 1.000 Trọng tài: Nguyễn Kim Việt Bảo |  |

| 17 tháng 4 năm 2021 | Quảng Nam | 5–2                                  | Cần Thơ Capital                           | Tam Kỳ, Quảng Nam                                                |  |
| 17:00               | - Nguyễn Văn Ka 18' - Nguyễn Hữu Sơn 32' 45' - Đinh Viết Tú 63' - Nguyễn Đình Bảo 65' - Đinh Thanh Trung 74' - Lê Văn Đô 85' | Chi tiết HIGHLIGHTS On Sports - VTC3 | - Trần Hữu Thụ 34' - Dương Văn An 39' 48' | Sân vận động: Tam Kỳ Lượng khán giả: 800 Trọng tài: Lê Đức Thuận |  |

| 17 tháng 4 năm 2021 | Phố Hiến                | 0–1                                 | Phù Đổng                                                      | Văn Giang, Hưng Yên                                                       |  |
| 18:00               | - Nguyễn Xuân Dương 55' | Chi tiết HIGHLIGHTS TheThaoTinTucHD | - Nguyễn Tuấn Hiệp 77' - Mạch Ngọc Hà 78' - Ma Văn Tuân 90+3' | Sân vận động: TTĐT trẻ PVF Lượng khán giả: 500 Trọng tài: Trần Quốc Thịnh |  |

| 18 tháng 4 năm 2021 | Huế               | 1–1                                 | Khánh Hòa          | Huế, Thừa Thiên Huế                                                 |  |
| 16:00               | - Bùi Duy Bảo 12' | Chi tiết HIGHLIGHTS TheThaoTinTucHD | - Trần Văn Tùng 6' | Sân vận động: Tự Do Lượng khán giả: 2.000 Trọng tài: Đặng Quốc Dũng |  |

| 18 tháng 4 năm 2021 | Long An | 0–1                                             | Bà Rịa – Vũng Tàu                                                     | Tân An, Long An                                                        |  |
| 17:00               |         | Chi tiết FULL HIGHLIGHTS VPF Media, Next Sports | - Trần Đình Bảo 15' - HLV Trần Minh Chiến 87' - Phù Trung Phong 90+3' | Sân vận động: Long An Lượng khán giả: 1.000 Trọng tài: Nguyễn Hữu Tuấn |  |

##### Vòng 6
| 30 tháng 4 năm 2021 | Cần Thơ           | 0–3                               | Bà Rịa – Vũng Tàu                                  | Thành phố Cần Thơ                                              |  |
| 17:00               | - Dương Văn An 9' | Chi tiết HIGHLIGHTS BĐTV, BĐTV HD | - Phù Trung Phong 70', 88' 83' - Trần Hoài Nam 85' | Sân vận động: Cần Thơ Lượng khán giả: 0 Trọng tài: Hà Văn Thức |  |

| 1 tháng 5 nằm 2021 | Đắk Lắk                    | 1–2      | Phú Thọ                                                                           | Buôn Ma Thuột, Đắk Lắk                                                       |  |
| 15:30              | - Lương Thanh Ngọc Lâm 56' | Chi tiết | - Bùi Văn Hưng 32' - Nguyễn Văn Tài 32' - Nguyễn Văn Chung 64' - Bùi Đình Sơn 68' | Sân vận động: Buôn Ma Thuột Lượng khán giả: 700 Trọng tài: Nguyễn Ngọc Thắng |  |

| 1 tháng 5 năm 2021 | Huế                                                                                             | 3–1                      | Quảng Nam                                                     | Huế, Thừa Thiên Huế                                                 |  |
| 16:00              | - Nguyễn Văn Săng 6' - Bùi Duy Bảo 53' - Đinh Tuấn Tài 56' - Trần Thành 81' - Hồ Thanh Minh 89' | Chi tiết TheThaoTinTucHD | - Huỳnh Tấn Sinh 58' - Nguyễn Hữu Sơn 83' - Ngô Xuân Toàn 85' | Sân vận động: Tự Do Lượng khán giả: 1.000 Trọng tài: Trương Hồng Vũ |  |

| 1 tháng 5 năm 2021 | Phù Đổng                                                                                               | 3–0                                        | An Giang        | Thanh Trì, Hà Nội                                                  |  |
| 16:00              | - Mạch Ngọc Hà 4' - Vũ Tiến Long 10' - Nguyễn Hữu Tuấn 55' - Trần Tiến Anh 64' - Nguyễn Đình Huyên 68' | Chi tiết HIGHLIGHTS VPF Media, Next Sports | - Võ Văn Huy 7' | Sân vận động: Thanh Trì Lượng khán giả: 0 Trọng tài: Lê Thanh Tùng |  |

| 1 tháng 5 năm 2021 | Long An                                                      | 0–0                       | Khánh Hòa                                  | Tân An, Long An                                                       |  |
| 17:00              | - Lê Hoàng Dương 11' - Nguyễn Anh Đức 62' - Trần Bảo Anh 62' | Chi tiết On Sports - VTC3 | - Nguyễn Thành Nhân 21' - Lê Duy Thanh 62' | Sân vận động: Long An Lượng khán giả: 500 Trọng tài: Nguyễn Mạnh Hùng |  |

| 1 tháng 5 năm 2021 | Phố Hiến                                       | 0–2                      | Công an Nhân dân                                                   | Văn Giang, Hưng Yên                                                      |  |
| 18:00              | - Trịnh Quang Trường 35' - Trịnh Văn Chung 75' | Chi tiết HIGHLIGHTS VTV6 | - Hà Văn Phương 43' - Đinh Thanh Bình 54' - Nguyễn Hữu Anh Tài 73' | Sân vận động: TTĐT trẻ PVF Lượng khán giả: 0 Trọng tài: Nguyễn Ngọc Tùng |  |

##### Vòng 7
| 5 tháng 5 năm 2021 | An Giang          | 0–1      | Long An              | Rạch Giá, Kiên Giang                                                |  |
| 15:30              | - Võ Đình Lâm 61' | Chi tiết | - Nguyễn Anh Đức 79' | Sân vận động: Rạch Giá Lượng khán giả: 0 Trọng tài: Khổng Tam Cường |  |

| 5 tháng 5 năm 2021 | Cần Thơ                                                                                          | 1–0                                            | Phù Đổng                                   | Thành phố Cần Thơ                                                |  |
| 17:00              | - Phan Quốc Việt 35' - Dương Văn An 42' - Đặng Như Tứ 79' - Vũ Mạnh Duy 82' - Bùi Hoàng Mỹ 90+3' | Chi tiết FULL HIGHLIGHTS VPF Media, Next Sport | - Mạch Ngọc Hà 75' - Nguyễn Đình Huyên 82' | Sân vận động: Cần Thơ Lượng khán giả: 0 Trọng tài: Phan Văn Tuấn |  |

| 5 tháng 5 năm 2021 | Bà Rịa – Vũng Tàu                              | 1–3                               | Bình Phước | Bà Rịa, Bà Rịa Vũng Tàu                                        |  |
| 18:00              | - Bùi Văn Đông 36' (l.n.) - Phạm Công Hiến 39' | Chi tiết HIGHLIGHTS BĐTV, BĐTV HD | - Bùi Văn Đông 27' - Bùi Trần Vũ 28' - Nguyễn Văn Việt 43' - Lê Văn Sáu 57' - Nguyễn Cao Kỳ 68' - Lưu Công Sơn 70' - Lê Văn Sáu 85' - Trương Công Thảo 90' - Nguyễn Tuấn Anh 90+3' | Sân vận động: Bà Rịa Lượng khán giả: 0 Trọng tài: Lê Đức Thuận |  |

| 6 tháng 5 năm 2021 | Phú Thọ                                                   | 1–1                      | Quảng Nam                             | Việt Trì, Phú Thọ                                               |  |
| 15:30              | - Hồ Ngọc Thắng 61' - Lê Hải Đức 68' - Đỗ Công Sang 90+2' | Chi tiết TheThaoTinTucHD | - Hà Minh Tuấn 53' - Đinh Viết Tú 63' | Sân vận động: Việt Trì Lượng khán giả: 0 Trọng tài: Vũ Văn Việt |  |

| 6 tháng 5 năm 2021 | Khánh Hòa                                 | 1–1                    | Phố Hiến                                                              | Nha Trang, Khánh Hòa                                                 |  |
| 17:00              | - Trần Văn Tùng 63' - Đoàn Công Thành 74' | Chi tiết BĐTV, BĐTV HD | - Phạm Đức Thông 45' - Nguyễn Hoàng Huy 80' - HLV Hứa Hiền Vinh 90+2' | Sân vận động: 19 tháng 8 Lượng khán giả: 0 Trọng tài: Trần Văn Trọng |  |

## Bảng xếp hạng

### Giai đoạn 1
| VT | Đội               | ST | T | H | B | BT | BB | HS | Đ  | Giành quyền tham dự hoặc xuống hạng |
| -- | ----------------- | -- | - | - | - | -- | -- | -- | -- | ----------------------------------- |
| 1  | Khánh Hòa         | 7  | 4 | 3 | 0 | 8  | 2  | +6 | 15 | Tham dự nhóm A giai đoạn 2          |
| 2  | Bà Rịa – Vũng Tàu | 6  | 4 | 1 | 1 | 8  | 4  | +4 | 13 | Tham dự nhóm A giai đoạn 2          |
| 3  | Long An           | 7  | 3 | 3 | 1 | 5  | 2  | +3 | 12 | Tham dự nhóm A giai đoạn 2          |
| 4  | Phù Đổng          | 6  | 3 | 2 | 1 | 5  | 1  | +4 | 11 | Tham dự nhóm A giai đoạn 2          |
| 5  | Đắk Lắk           | 6  | 2 | 3 | 1 | 7  | 5  | +2 | 9  | Tham dự nhóm A giai đoạn 2          |
| 6  | Công an Nhân dân  | 6  | 2 | 3 | 1 | 7  | 6  | +1 | 9  | Tham dự nhóm A giai đoạn 2          |
| 7  | Huế               | 6  | 1 | 5 | 0 | 6  | 4  | +2 | 8  | Tham dự nhóm A giai đoạn 2          |
| 8  | Cần Thơ           | 6  | 2 | 1 | 3 | 5  | 10 | −5 | 7  | Tham dự nhóm B giai đoạn 2          |
| 9  | Quảng Nam         | 7  | 1 | 3 | 3 | 7  | 8  | −1 | 6  | Tham dự nhóm B giai đoạn 2          |
| 10 | Phú Thọ           | 6  | 1 | 3 | 2 | 3  | 4  | −1 | 6  | Tham dự nhóm B giai đoạn 2          |
| 11 | Bình Phước        | 6  | 1 | 3 | 2 | 6  | 8  | −2 | 6  | Tham dự nhóm B giai đoạn 2          |
| 12 | Phố Hiến          | 6  | 0 | 3 | 3 | 2  | 6  | −4 | 3  | Tham dự nhóm B giai đoạn 2          |
| 13 | An Giang          | 7  | 0 | 1 | 6 | 2  | 11 | −9 | 1  | Tham dự nhóm B giai đoạn 2          |

1. ↑  Các đội thi đấu vòng tròn 1 lượt (12 trận), trước khi chia làm 2 nhóm (từ 1-7 và từ 8-13) trong 5-7 vòng đấu cuối (7 vòng nhóm A , 5 vòng nhóm B).

## Thống kê mùa giải

### Theo câu lạc bộ
Tính đến 6 tháng 5 năm 2021
| Xếp hạng                     | Câu lạc bộ                                                                                         | Số lượng |
| ---------------------------- | -------------------------------------------------------------------------------------------------- | -------- |
| CLB thắng nhiều nhất         | Khánh Hòa                                                                                          | 4        |
| CLB thắng ít nhất            | Phố Hiến An Giang                                                                                  | 0        |
| CLB hoà nhiều nhất           | Huế                                                                                                | 5        |
| CLB hoà ít nhất              | Bà Rịa – Vũng Tàu Cần Thơ An Giang                                                                 | 1        |
| CLB thua nhiều nhất          | An Giang                                                                                           | 6        |
| CLB thua ít nhất             | Khánh Hòa Huế                                                                                      | 0        |
| Chuỗi thắng dài nhất         | Khánh Hòa                                                                                          | 4        |
| Chuỗi bất bại dài nhất       | Khánh Hòa                                                                                          | 7        |
| Chuỗi không thắng dài nhất   | An Giang                                                                                           | 7        |
| Chuỗi thua dài nhất          | An Giang Phố Hiến                                                                                  | 3        |
| CLB ghi nhiều bàn thắng nhất | Khánh Hòa Bà Rịa – Vũng Tàu                                                                        | 8        |
| CLB ghi ít bàn thắng nhất    | Phố Hiến An Giang                                                                                  | 2        |
| CLB lọt lưới nhiều nhất      | An Giang                                                                                           | 11       |
| CLB lọt lưới ít nhất         | Phù Đổng                                                                                           | 1        |
| CLB nhận thẻ vàng nhiều nhất | Bình Phước                                                                                         | 16       |
| CLB nhận thẻ vàng ít nhất    | Bà Rịa – Vũng Tàu                                                                                  | 7        |
| CLB nhận thẻ đỏ nhiều nhất   | An Giang                                                                                           | 2        |
| CLB nhận thẻ đỏ ít nhất      | Bà Rịa – Vũng Tàu Bình Phước Cần Thơ Công an Nhân dân Đắk Lắk Khánh Hòa Phù Đổng Phú Thọ Quảng Nam | 0        |

### Theo cầu thủ

#### Vua phá lưới
Tính đến 6 tháng 5 năm 2021
| Xếp hạng | Cầu thủ         | Câu lạc bộ        | Số bàn thắng |
| -------- | --------------- | ----------------- | ------------ |
| 1        | Trần Văn Tùng   | Khánh Hòa         | 5            |
| 1        | Nguyễn Anh Đức  | Long An           | 5            |
| 3        | Phù Trung Phong | Bà Rịa – Vũng Tàu | 4            |
| 4        | Lê Minh Bình    | Công an Nhân dân  | 3            |
| 4        | Dương Văn An    | Cần Thơ           | 3            |
| 6        | Hồ Thanh Minh   | Huế               | 2            |
| 6        | Nguyễn Hữu Sơn  | Quảng Nam         | 2            |
| 6        | Danh Lương Thực | Đắk Lắk           | 2            |

#### Số lần kiến tạo
Tính đến 18 tháng 4 năm 2021
| Xếp hạng | Cầu thủ | Câu lạc bộ | Số kiến tạo |
| -------- | ------- | ---------- | ----------- |
| 1        |         |            |             |

#### Ghi hat-trick
Tính đến 18 tháng 4 năm 2021
| Cầu thủ | Đội bóng | Đối thủ | Kết quả | Ngày |
| ------- | -------- | ------- | ------- | ---- |
|         |          |         |         |      |

- Ghi chú:

4: ghi 4 bàn; (H) – Sân nhà; (A) – Sân khách

#### Số trận giữ sạch lưới
Tính đến ngày 18 tháng 4 năm 2021
| Xếp hạng | Thủ môn | Câu lạc bộ | Số trận giữ sạch lưới |
| -------- | ------- | ---------- | --------------------- |
| 1        |         |            |                       |

## Các giải thưởng

### Giải thưởng tháng
| Tháng       | CLB xuất sắc nhất tháng | HLV xuất sắc nhất tháng | HLV xuất sắc nhất tháng | Cầu thủ xuất sắc nhất tháng | Cầu thủ xuất sắc nhất tháng | Bàn thắng đẹp nhất tháng | Bàn thắng đẹp nhất tháng | Bàn thắng đẹp nhất tháng | Bàn thắng đẹp nhất tháng | Bàn thắng đẹp nhất tháng | Bàn thắng đẹp nhất tháng | Khán giả may mắn chương trình Bình chọn bàn thắng đẹp nhất tháng | Ghi chú |
| Tháng       | CLB xuất sắc nhất tháng | Huấn luyện viên         | Câu lạc bộ              | Cầu thủ                     | Câu lạc bộ                  | Cầu thủ                  | Câu lạc bộ               | Bàn thắng                | Thuộc vòng               | Ngày                     | Tỉ lệ bỏ phiếu           | Khán giả may mắn chương trình Bình chọn bàn thắng đẹp nhất tháng | Ghi chú |
| ----------- | ----------------------- | ----------------------- | ----------------------- | --------------------------- | --------------------------- | ------------------------ | ------------------------ | ------------------------ | ------------------------ | ------------------------ | ------------------------ | ---------------------------------------------------------------- | ------- |
| Phần thưởng | Kỷ niệm chương          | Kỷ niệm chương          | Kỷ niệm chương          | Kỷ niệm chương              | Kỷ niệm chương              | Kỷ niệm chương           | Kỷ niệm chương           | Kỷ niệm chương           | Kỷ niệm chương           | Kỷ niệm chương           | Kỷ niệm chương           |                                                                  |         |
| Tiền thưởng | 30.000.000 đồng         | 5.000.000 đồng          | 5.000.000 đồng          | 5.000.000 đồng              | 5.000.000 đồng              | 5.000.000 đồng           | 5.000.000 đồng           | 5.000.000 đồng           | 5.000.000 đồng           | 5.000.000 đồng           | 5.000.000 đồng           | 5.000.000 đồng                                                   |         |

### Giải thưởng chung cuộc
Dự kiến được trao trong lễ trao giải V.League Awards 2021 vào cuối tháng 9/2021

#### Giải thưởng xếp hạng toàn giải
| TT | Thứ hạng CLB | Phần thưởng                                         | Giải thưởng        | Người chiến thắng | Ghi chú |
| -- | ------------ | --------------------------------------------------- | ------------------ | ----------------- | ------- |
| 1  | CLB Vô địch  | + Cúp; + HC Vàng (1 bộ - 40 chiếc); + Bảng danh vị. | 1.000.000.000 đồng | Không             |         |
| 2  | CLB Giải nhì | + HC Bạc (1 bộ - 40 chiếc); + Bảng danh vị.         | 500.000.000 đồng   | Không             |         |
| 3  | CLB Giải ba  | + HC Đồng (1 bộ - 40 chiếc); + Bảng danh vị.        | 250.000.000 đồng   | Không             |         |

#### Giải thưởng bình chọn toàn giải
| Giải thưởng                                                    | Phần thưởng                     | Giải thưởng                 | Người chiến thắng | Câu lạc bộ |
| -------------------------------------------------------------- | ------------------------------- | --------------------------- | ----------------- | ---------- |
| CLB đoạt giải phong cách                                       | + Bảng danh vị + Kỷ niệm chương | 200.000.000 đồng            | Không             | Không      |
| CLB có thành tích tốt nhất mùa giải trong công tác đào tạo trẻ | + Bảng danh vị + Kỷ niệm chương | 20.000.000 đồng             | Không             | Không      |
| BTC trận đấu tốt nhất mùa giải                                 | + Bảng danh vị + Kỷ niệm chương | 20.000.000 đồng             | Không             | Không      |
| CLB có mặt sân thi đấu tốt nhất mùa giải                       | + Bảng danh vị + Kỷ niệm chương | 20.000.000 đồng             | Không             | Không      |
| HLV xuất sắc nhất Giải                                         | + Bảng danh vị + Kỷ niệm chương | 20.000.000 đồng             | Không             | Không      |
| Cầu thủ xuất sắc nhất Giải                                     | Kỷ niệm chương                  | 20.000.000 đồng             | Không             | Không      |
| Cầu thủ trẻ xuất sắc nhất Giải                                 | Kỷ niệm chương                  | 20.000.000 đồng             | Không             | Không      |
| Bàn thắng đẹp nhất Giải                                        | Kỷ niệm chương                  | 20.000.000 đồng             | Không             | Không      |
| Cầu thủ xuất sắc nhất của CLB                                  | Kỷ niệm chương                  | 10.000.000 đồng/cầu thủ/CLB | Không             | Không      |
| Hội CĐV CLB có nhiều hoạt động tích cực trong mùa giải         | Bảng danh vị                    | 20.000.000 đồng/Hội CĐV/CLB | Không             | Không      |

Đội hình tiêu biểu của Giải
| Đội hình tiêu biểu của Giải | Đội hình tiêu biểu của Giải |
| --------------------------- | --------------------------- |
| Phần thưởng                 | Bảng danh vị                |
| Giải thưởng                 | 10.000.000 đồng/cầu thủ     |
| Thủ môn                     | Không                       |
| Hậu vệ                      | Không                       |
| Tiền vệ                     | Không                       |
| Tiền đạo                    | Không                       |

#### Giải thưởng bình chọn toàn Giải cho trọng tài
| Vị trí           | Giải thưởng | Phần thưởng                     | Giải thưởng     | Người chiến thắng |
| ---------------- | ----------- | ------------------------------- | --------------- | ----------------- |
| Trọng tài        | Giải vàng   | + Bảng danh vị + Kỷ niệm chương | 30.000.000 đồng | Không             |
| Trọng tài        | Giải bạc    | + Bảng danh vị + Kỷ niệm chương | 20.000.000 đồng | Không             |
| Trọng tài        | Giải đồng   | + Bảng danh vị + Kỷ niệm chương | 15.000.000 đồng | Không             |
| Trợ lý trọng tài | Giải vàng   | + Bảng danh vị + Kỷ niệm chương | 20.000.000 đồng | Không             |
| Trợ lý trọng tài | Giải bạc    | + Bảng danh vị + Kỷ niệm chương | 15.000.000 đồng | Không             |
| Trợ lý trọng tài | Giải đồng   | + Bảng danh vị + Kỷ niệm chương | 10.000.000 đồng | Không             |

## Các quyết định kỷ luật của VFF

### Quyết định kỷ luật thủ môn Phạm Trần Thanh Vũ (CLB Cần Thơ)
Ngày 23/3/2021, Ban kỷ luật LĐBĐVN ban hành Quyết định số 90/QĐ-LĐBĐVN về việc kỷ luật thủ môn Phạm Trần Thanh Vũ của câu lạc bộ bóng đá Cần Thơ. Nội dung như sau:
Phạt 10.000.000đ (Mười triệu đồng) và đình chỉ thi đấu 03 trận kế tiếp đối với cầu thủ Phạm Trần Thanh Vũ (số 26) của câu lạc bộ bóng đá Cần Thơ do có hành vi công kích trọng tài trong trận đấu giữa hai câu lạc bộ bóng đá Cần Thơ và Công An Nhân Dân, ngày 19/3/2021 tại Giải bóng đá hạng Nhất Quốc gia LS 2021.
Quyết định có hiệu lực kể từ ngày ký./.